# Ismael Fernandes
Ismael Fernandes (São Paulo em 19 de Junho de 1945 - São Paulo em 18 de abril de 1997) foi um jornalista, autor e roteirista brasileiro.

## Biografia
Formado em jornalismo pela Universidade Metodista de São Bernardo e em História pela USP, Ismael foi repórter, editor e colunista de televisão e escreveu em 1982 o livro Memória da Telenovela Brasileira, a primeira obra a catalogar todas as novelas diárias exibidas pelas emissoras brasileiras bem como seus elencos e diretores.
Depois do sucesso do livro ele foi convidado a escrever novelas para o SBT, onde estreou em 1984 com "Meus Filhos, Minha Vida" e depois fez "Uma Esperança no Ar" e a segunda versão de "As Pupilas do Senhor Reitor". 
Ismael Fernandes foi casado com Joana Cosmo Fernandes e tiveram dois filhos.